# Mangora taczanowskii
Mangora taczanowskii là một loài nhện trong họ Araneidae.
Loài này thuộc chi Mangora. Mangora taczanowskii được Herbert Walter Levi miêu tả năm 2007.